# Der Edelweißkönig (1939)
Der Edelweißkönig ist ein deutscher Heimatfilm aus dem Jahr 1938, nach der Erzählung Edelweißkönig von Ludwig Ganghofer.

## Handlung
Ferdl rettet sich auf der Flucht vor der Polizei zu seinem älteren Bruder Jörg. Die gemeinsame Schwester Hanni hat, im fünften Monat schwanger, in München Selbstmord in der Isar begangen. Der Vater des Kindes, ein Graf, war Hannis Geliebter. Nachdem Ferdl ihm kurz nach ihrem Tod die persönlichen Hinterlassenschaften und einen Brief Hannis überbracht und ihm erzählt hatte, dass Hanni schwanger gewesen war, hat er ihn gefragt, ob er – der Graf – denn der Vater gewesen sei. Ferdl schlug ihn danach im Affekt, sodass der Graf fiel und starb. Ferdl wird nun wegen Mordes gesucht, auch wenn bald deutlich wird, dass der Graf schwer verletzt überlebt hat.

## Produktion
„Der Edelweißkönig“ ist Paul Mays erster Spielfilm überhaupt, den er noch unter seinem Namen Paul Ostermayr drehte, bevor er den Künstlernamen Paul May annahm. Gedreht wurde der Film in Tirol, Drehorte waren u. a. das Hafelekar bei Innsbruck und der Patscherkofel.
Paul Mays Verfilmung des Ganghofer-Romans ist die zweite nach dem gleichnamigen Stummfilm von Peter Ostermayr, Mays Vater, aus dem Jahr 1919.